# Livre brun sur l'incendie du Reichstag et la terreur hitlérienne

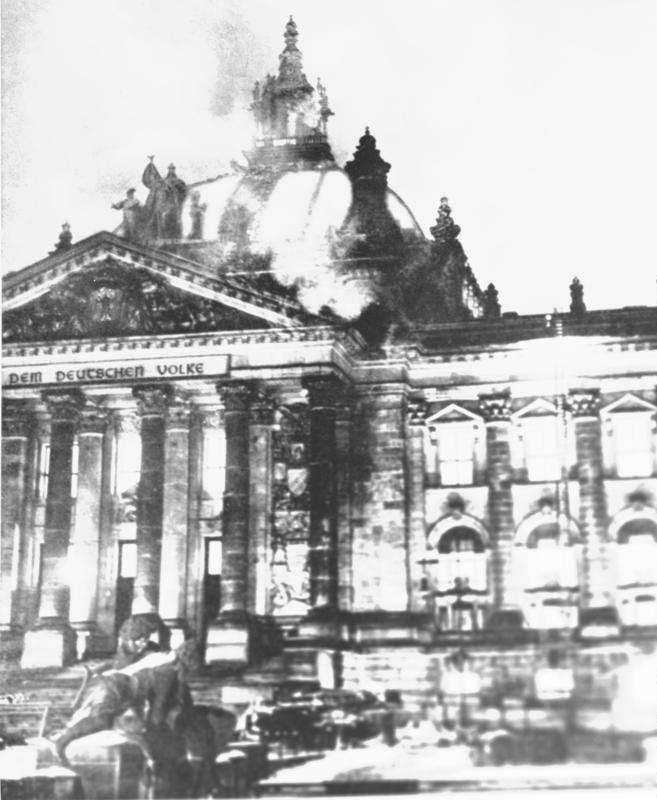
L'incendie du Reichstag le 27 février 1933.

Le Livre brun sur l'incendie du Reichstag et la terreur hitlérienne est un livre publié à Paris en septembre 1933. Il avance la théorie selon laquelle les nazis sont à l'origine de l'incendie du Reichstag du 27 février 1933. 

## Présentation
Le Livre brun est édité par le communiste allemand Willi Münzenberg.
La couverture du livre a été conçue par John Heartfield. Le livre est traduit en 17 langues et tiré à des millions d'exemplaires. Il est publié en anglais en Grande-Bretagne en septembre 1933 avec une préface de Dudley Aman (1er baron Marley).
L'équipe chargée de rassembler la documentation se compose de journalistes communistes, notamment Alexander Abusch, Wilhelm Koenen (de), Alfred Kantorowicz, Arthur Koestler, Otto Katz (également connu sous le nom d'André Simone).
Moins d'un quart de l'ouvrage est consacré à l'incendie du Reichstag. La plus grande partie traite de la répression, des attaques contre la culture, de la persécution des Juifs et des camps de concentration, avec publication de documents et une longue liste des camps.
Lors du procès de l'incendie du Reichstag à Leipzig, le Livre brun tient une si grande place qu'il a pu être considéré comme le « sixième accusé ».